# 房川樹芳
房川 樹芳（ふさがわ きよし）は、日本の弁護士、法学修士。札幌弁護士会会長や、北海道弁護士会連合会理事長、日本弁護士連合会副会長等を歴任した。

## 人物・経歴
1976年明治大学法学部卒業。1979年旧司法試験合格。1982年東京弁護士会弁護士登録。1987年札幌弁護士会弁護士登録。1999年北海道大学大学院法学研究科修士課程修了、修士（法学）。
2010年札幌弁護士会会長。2011年北海道弁護士会連合会理事長。2013年からは日本弁護士連合会副会長として、共謀罪創設への反対活動などにあたった。2016年国立大学旭川医科大学経営協議会委員、月形刑務所篤志面接委員会委員長。2018年札幌リバティライオンズクラブ会長。弁護士として、恵庭OL殺人事件再審請求等を手掛けた。

## 著作
- 『交通事故、起こしたとき、遭ったときの対策マニュアル』（監修）小学館 2006年